# Afranio degli Albonesi
Afranio degli Albonesi (Albonese, 1465 circa – ...) è stato un musicista italiano, canonico della cattedrale di Ferrara, al servizio del cardinale Ippolito d'Este e poi del duca Alfonso I d'Este.
Inventò il phagotus, strumento musicale che, sulla base di alcune descrizioni che ci sono giunte, può essere considerato un tipo perfezionato di zampogna, con qualche somiglianza all'attuale fagotto. Lo perfezionò con l'aiuto di un artefice ferrarese, Giambattista Ravilio, e vi si dedicò per tutto il resto della vita.